# 평내동

평내동과 그 중심에 있는 평내주민센터이다. 2010년 쯤 찍은 사진이다.

평내동(坪內洞)은 대한민국 경기도 남양주시에 있는 동이다.

## 개요
평내동은 남양주시에 위치한 행정동이자 법정동이다. 돌팍고개와 약대울고개 너머로 금곡동과 접하고 있다. 평내호평역의 북쪽 도로를 기준으로 호평동과 경계를 이루고 있다. 서쪽으로는 송능리와 접하고 있다. 남쪽으로는 와부읍 율석리, 월문리와 닿아있다. 

## 역사
- 조선시대 : 양주군 상도면[1] 궁평마을, 장내마을, 신촌마을
- 1914년 4월 1일: 양주군 미금면 평내리[2]
- 1979년 5월 1일: 양주군 미금읍 평내리
- 1980년 4월 1일: 남양주군 미금읍 평내리
- 1989년 1월 1일: 미금시 평내동 (5통)
- 1995년 5월 1일: 남양주시 평내동
- 2003년 12월 1일 : 평내동 주민센터를 개소[3]
- 2016년 1월 4일 : 남양주시 책임읍면동제 시행으로 호평·평내 행정복지센터가 개청[4]

## 주요 기관

### 관공서
- 평내동 주민센터
- 평내호평역
- 남양주남부경찰서 평내파출소
- 남양주소방서
- 남양주우체국
- 한국철도공사 평내차량사업소
- 한국전기안전공사지사
- kt지사
- 백봉멀티스포츠센터
- 약대울체육시설
- 평내도서관
- 평내체육문화센터
- 평내설해대책본부

### 교육기관
- 남양주백봉초등학교
- 남양주신촌초등학교
- 장내초등학교
- 평내초등학교
- 장내중학교
- 평내중학교
- 평내고등학교

## 문화재
- 국가지정 중요 민속자료 궁집
- 의안대군 사당

## 교통

### 도로
남양주시 관할도로(구 국도)
- 경춘로

(남양주시 금곡동) ← 돌팍고개 - 평내지하차도 → (남양주시 호평동)
고속화도로
- 수석호평도시고속화도로

(남양주시 와부읍) ← 평내 나들목 → (남양주시 호평동)

### 철도
- 한국철도공사
  - ● 경춘선 평내호평역

(남양주시 금곡동) ← 평내호평역 → (남양주시 화도읍)

## 주거
| 단지명                       | 건설사         | 시행사                | 주소              | 입주        | 비고                     |
| ---------------------------- | -------------- | --------------------- | ----------------- | ----------- | ------------------------ |
| 평내마을 20단지 중흥S-클래스 | 중흥건설       | 중흥건설              | 평내로 146        | 2005년 3월  |                          |
| 평내마을 21단지 중흥S-클래스 | 중흥건설       | 중흥건설              | 의안로 148        | 2004년 12월 |                          |
| 평내마을 22단지 중흥S-클래스 | (합)중흥주택   | (합)중흥주택          | 의안로 176        | 2005년 4월  |                          |
| 평내마을 11단지 주공         | 풍림산업       | 대한주택공사          | 평내로 46         | 2004년 7월  |                          |
| 평내마을 16단지 상록데시앙   | 태영건설       | 공무원연금공단        | 경춘로1286번길 35 | 2005년 6월  |                          |
| 평내마을 13단지 마젤란21     | 유진기업       | 문화아파트 재건축조합 | 평내로 89         | 2005년 10월 | 평내 문화아파트 재건축   |
| 평내마을 14단지 금호어울림   | 금호산업       | 무궁화연립 재건축조합 | 경춘로1256번길 24 | 2005년 11월 | 평내 무궁화아파트 재건축 |
| 평내마을 18단지 신명스카이뷰 | 신명종합건설㈜ | 신명종합건설㈜        | 의안로 155        | 2004년 9월  |                          |
| 평내마을 15단지 대주파크빌   | 대주건설㈜     | 선암산업개발㈜        | 평내로 113        | 2005년 3월  |                          |
| 평내마을 19단지 대주파크빌   | 대주건설㈜     | 삼호연립 재건축조합   | 평내로 104        | 2005년 8월  | 평내 삼호연립 재건축     |
| 평내마을 12단지 우남퍼스트빌 | 우남건설㈜     | 우남건설㈜            | 평내로 38         | 2004년 6월  |                          |
| 평내마을 17단지 화성파크힐즈 | 화성산업       | 화성산업              | 평내로 76         | 2004년 11월 |                          |